# ジュール・エミール・プランション

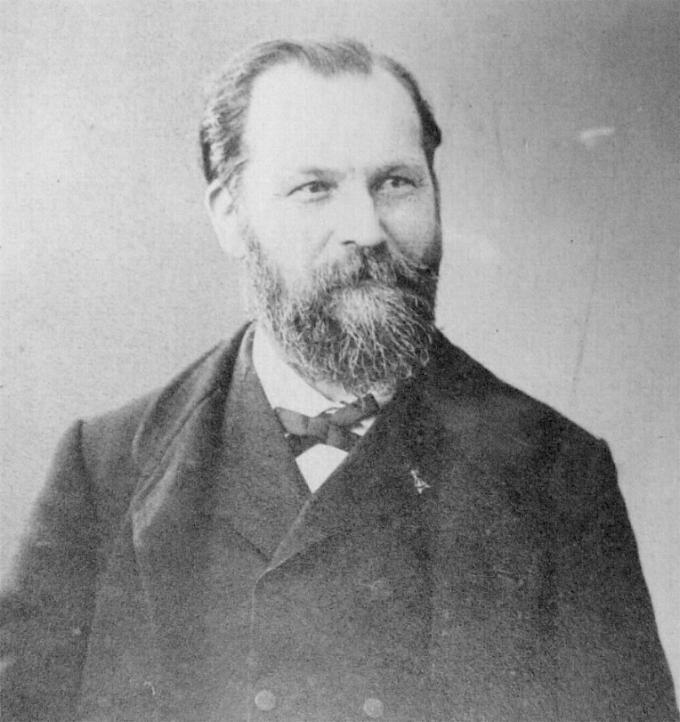
Jules Émile Planchon

ジュール・エミール・プランション（Jules Émile Planchon、1823年3月21日 - 1888年4月1日）は、フランスの植物学者である。

## 人物
エロー県のガンジュで生まれた。モンペリエ大学で科学を学び、1844年に医学博士号、1851年に理学博士号を得た。イギリスのキューガーデンで研究し、ヘントやナンシーで教えた後、1853年に恩師のデュナル（Michel Félix Dunal）に招かれて、モンペリエ大学に戻り、後に教授となり、1859年に薬学部長、1859年に医学部の教授にもなった。
1860年代にアメリカ合衆国からヨーロッパに侵入した寄生虫フィロキセラ（ブドウネアブラムシ）によって、ヨーロッパのブドウが壊滅的な被害を受けた時の、対策に活躍したことで知られる（19世紀フランスのフィロキセラ禍）。専門家のガストン・バジールとフェリックス・サユとともにこの病疫の調査を行い、1868年に、サン＝マルタン＝ド＝クロのブドウの根にフィロキセラを発見し、科学アカデミーに報告した。対策の主要なメンバーとなり、1873年には渡米し調査を行い、ピエール＝マリー＝アレクシス・ミラルデやチャールズ・バレンタイン・ライリーの助けを借りて、フィロキセラに抵抗をもつブドウ品種を台木として接木する方法などの対策を推進した。
サガリバナ科の属名、Planchoniaなどに献名されている。

## 著作
- Histoire botanique et horticole des plantes dites Azalées de l'Inde, 1854
- Des hermodactes au point de vue botanique et pharmaceutique, 1856
- Mémoire sur la famille des Guttiferes, 1862
- Le Phylloxéra (de 1854 à 1873) résumé pratique et scientifique, 1873
- Les mœurs du Phylloxéra de la vigne: résumé biologique, 1877
- Les vignes américaines: leur culture, leur résistance au phylloxéra et leur avenir en Europe, 1875
- "On Meliantheae, a new natural order" proposed and defined by J. E. Planchon, 1848
- "The Eucalyptus globulus from a botanic, economic, and medical point of view, embracing its introduction, culture, and uses" 1875[1]